# Karim Ahmad Khan

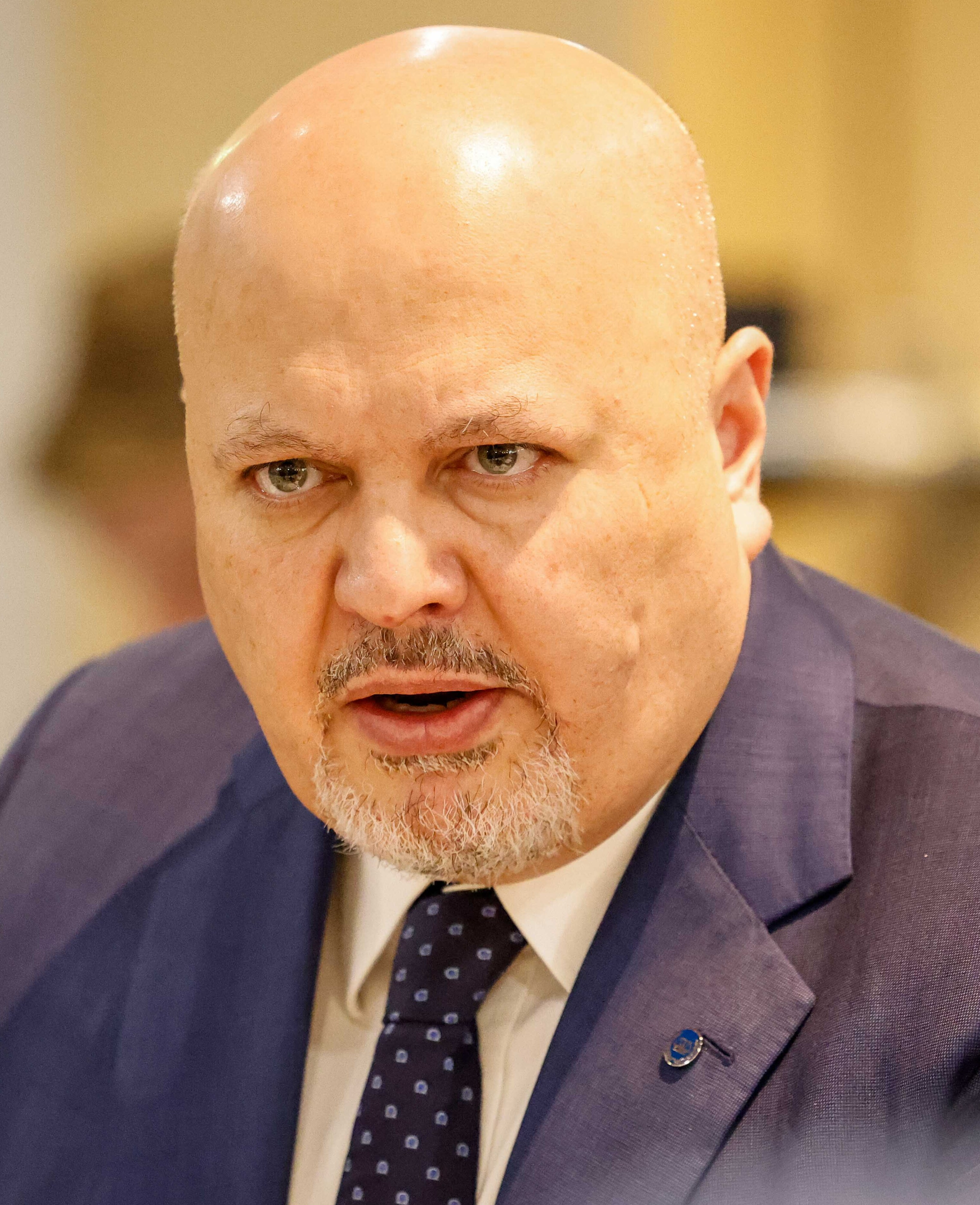
Karim Ahmad Khan (2022)

Karim Asad Ahmad Khan, KC (* 30. März 1970 in Edinburgh, Schottland) ist ein britischer Jurist, der auf Völkerstrafrecht und internationale Menschenrechtsnormen spezialisiert ist. Er ist seit Juni 2021 Chefankläger des Internationalen Strafgerichtshofs (IStGH) in Den Haag.

## Leben
Khan schloss sein Studium am King’s College der University of London 1991 mit einem Bachelor of Laws ab. Im Jahr darauf wurde er von der Londoner Anwaltskammer Lincoln’s Inn als Barrister zugelassen. Er studierte und lehrte auch islamisches Recht. Er ist Ehrendoktor der Europäischen Universität von Tirana und des University College FAMA in Pristina.
Von 1993 bis 1996 war Khan als Crown Prosecutor bzw. Senior Crown Prosecutor (entspricht etwa einem Staatsanwalt) bei der Strafverfolgungsbehörde Crown Prosecution Service in London tätig. Von 1997 bis 2000 war Khan Ankläger bei den UN-Tribunalen, die sich mit den Kriegsverbrechen in Ruanda und Ex-Jugoslawien beschäftigen. Von 2000 bis 2018 praktizierte er als Rechtsanwalt in London und Den Haag, vor allem als Privat- oder Nebenklagevertreter in Strafverfahren. Er war in verschiedenen Verfahren vor internationalen Strafgerichtshöfen sowohl als Opfervertreter oder Nebenkläger als auch als Strafverteidiger tätig.
Bis 2021 leitete Khan die Untersuchungen nach Kriegsverbrechen der Terrormiliz Islamischer Staat im Irak (Investigative Team to Promote Accountability for Da’esh / ISIL crimes – UNITAD).

### Chefankläger des Internationalen Strafgerichtshofs

#### Anklagen
Khan wurde am 12. Februar 2021 von den Vertretern der 123 Vertragsstaaten des Internationalen Strafgerichtshofs (IStGH) zum Nachfolger der Gambierin Fatou Bensouda bestimmt. In der ersten Wahl, in der sich die Vertragsstaaten nicht auf einen Kandidaten einigen konnten, erhielt er in der Stichwahl 72 von 122 abgegebenen Stimmen, der zweitplatzierte irische Jurist Fergal Gaynor 42. Khans neunjährige Amtszeit begann am 16. Juni 2021.
Khan stand unter politischem Druck, weil er über die geplanten Ermittlungsverfahren zu Kriegsverbrechen in Palästina und in Afghanistan und damit verbundene Prozesse gegen Militärs aus Israel oder den USA zu entscheiden hatte. Weder die USA noch Israel sind Mitglieder des IStGHs, doch Palästina, das 2012 von der UNO als Beobachterstaat ohne Mitgliedschaft anerkannt wurde, trat 2015 seiner Gerichtsbarkeit bei. Staaten, auf deren Territorium die untersuchten oder zu untersuchenden Taten stattgefunden haben, gehören dem Rom-Statut an. Und einige Opfer sind Staatsbürger von Vertragsstaaten. Der US-Präsident Donald Trump hatte Khans Vorgängerin, die Chefanklägerin Bensouda, mit Sanktionen belegt, um die Untersuchung möglicher Kriegsverbrechen durch die USA in Afghanistan zu verhindern – was ein US-Gericht jedoch untersagte.
Im September 2021 nahm er die Ermittlungen zu Verbrechen in Afghanistan wieder auf, beschloss aber, die Vorwürfe gegen die USA dabei auszusparen. Seine Entscheidung, die Akte über US-Kriegsverbrechen zurückzuziehen, begründete Khan mit „begrenzten Ressourcen“ des Gerichts.

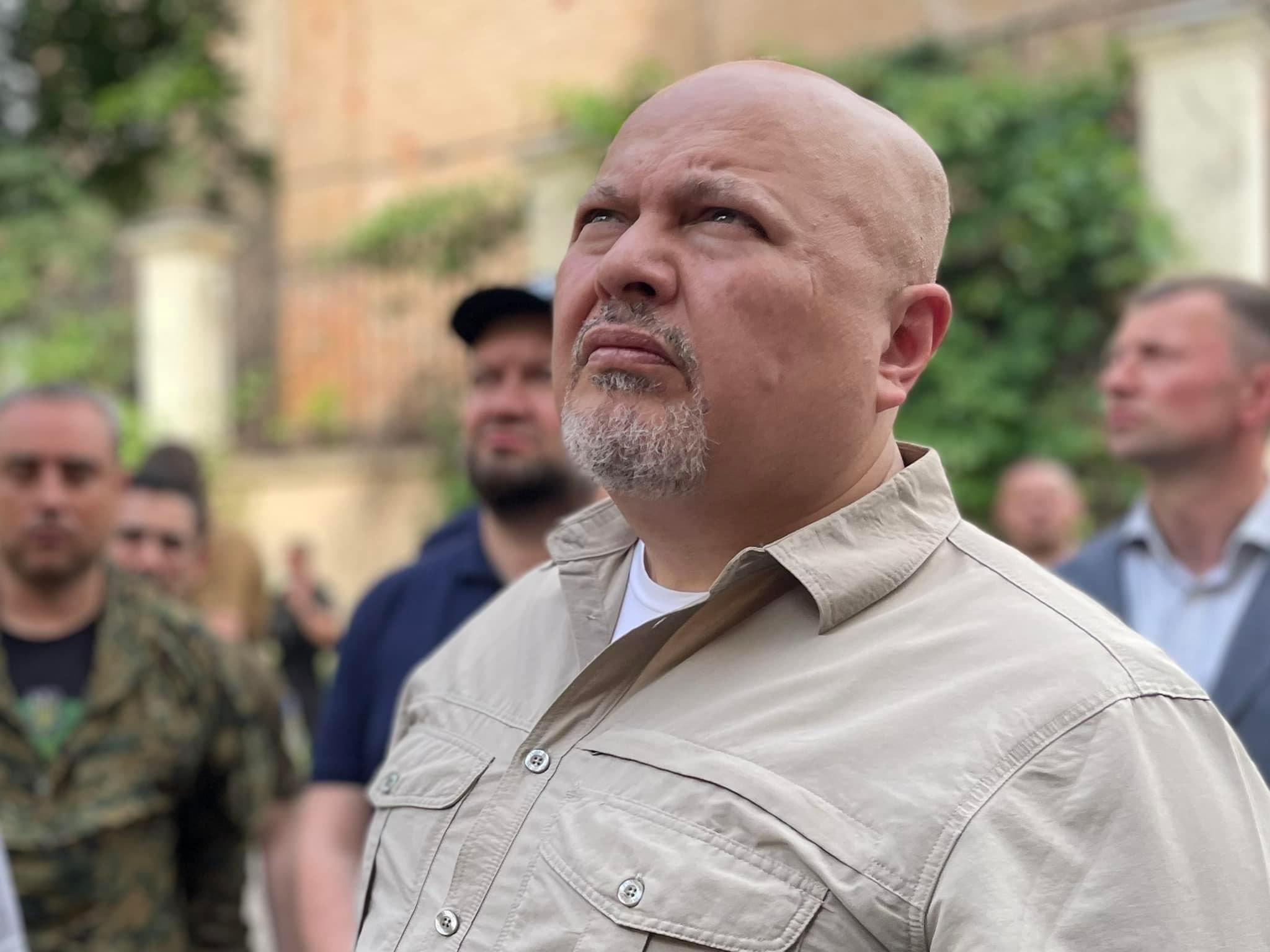
Karim Ahmad Khan in Charkiw, Ukraine (2022)

Am 17. März 2023 erließ der IStGH auf Betreiben Khans Haftbefehl gegen den russischen Präsidenten Wladimir Putin und die Präsidialbeauftragte für Kinderrechte, Marija Lwowa-Belowa. Ihnen wurde die Beteiligung an der Deportation von ukrainischen Kindern nach Russland vorgeworfen. Russland schrieb als Reaktion darauf Khan zur Fahndung aus und ermittelt wegen Verstoßes gegen russische Strafgesetze. Die Ermittler hatten gegen Khan bereits ein Strafverfahren eingeleitet, weil er „wissentlich eine unschuldige Person“ angeklagt und einen „Angriff auf einen Vertreter einer ausländischen Regierung“ vorbereitet habe, um internationale Beziehungen zu erschweren.
Am 20. Mai 2024 beantragte Khan bei der Vorverfahrenskammer I des Gerichts, auf Anraten eines Expertengremiums, dem unter anderem Theodor Meron und Amal Clooney angehörten, Haftbefehle gegen Netanjahu, Israels Verteidigungsminister Joaw Galant, den Anführer der Hamas im Gazastreifen Yahya Sinwar sowie die Hamas-Funktionäre Mohammed Deif und Ismail Haniyya. Am 21. November 2024 wurde den beantragten Haftbefehlen gegen Deif, Netanyahu und Galant stattgegeben und diese zugleich öffentlich gemacht, der Erlass von Haftbefehlen gegen Haniyya und Sinwar ist wegen ihrer zwischenzeitlichen Tötung durch Israel nicht mehr erfolgt. Das Gericht klagte Netanjahu und Gallant wegen Kriegsverbrechen und Verbrechen gegen die Menschlichkeit an, sie hätten den israelischen Streitkräften befohlen, humanitäre Hilfe für Gaza zu blockieren.
Am 27. November 2024 beantragte Khan einen Haftbefehl gegen den Machthaber Myanmars, General Min Aung Hlaing. Er wirft ihm Verbrechen gegen die Menschlichkeit im Zusammenhang mit dem Völkermord an den Rohingya im Jahr 2017 vor.

#### Druckausübung und Bedrohung
Am 24. April 2024 drohten 12 US-amerikanische Senatoren der Republikanischen Partei Khan und anderen UN-Juristen sowie ihren Familien mit persönlichen Konsequenzen, sollte der IStGH einen internationalen Haftbefehl gegen Benjamin Netanjahu oder andere Mitglieder der israelischen Regierung beantragen, und verwiesen dabei auf den American Service-Members’ Protection Act, der ausdrücklich „alle Mittel“ einschließt. Der Brief wurde von Senatsminderheitenführer Mitch McConnell aus Kentucky sowie den Senatoren Tom Cotton aus Arkansas, Marsha Blackburn aus Tennessee, Katie Britt aus Alabama, Ted Budd aus North Carolina, Kevin Cramer aus North Dakota, Ted Cruz aus Texas, Bill Hagerty aus Tennessee, Pete Ricketts aus Nebraska, Marco Rubio und Rick Scott aus Florida und Tim Scott aus South Carolina unterzeichnet. Die Unterzeichner erklärten, sie würden jeden Haftbefehl als „nicht nur eine Bedrohung für Israels Souveränität, sondern auch für die Souveränität der Vereinigten Staaten“ betrachten. Sie drohten: „Nehmt Israel ins Visier, und wir werden euch ins Visier nehmen“, und dass jede weitere Maßnahme „jegliche amerikanische Unterstützung für den IStGH beenden“ und „[Khan] und [seine] Familien aus den Vereinigten Staaten ausschließen“ werde. Der Brief endete mit: „Sie sind gewarnt worden.“
Im Jahr 2024 deckte die britische Zeitung The Guardian in Zusammenarbeit mit den israelischen Zeitschriften +972 und Local Call auf, dass die israelischen Geheimdienste Mossad, Schin Bet und Aman auf Weisung der von Netanjahu geführten israelischen Regierungen über neun Jahre hinweg „dazu eingesetzt wurden, hochrangige Mitarbeiter des Internationalen Strafgerichtshofs zu überwachen, zu hacken, unter Druck zu setzen, zu verleumden und angeblich zu bedrohen, um Ermittlungen des Gerichts zu behindern“. Die israelischen Geheimdienste hatten Telefongespräche und andere Arten der Kommunikation mehrerer IStGH-Beamter gezielt abgefangen, darunter auch die von Khan.
Am 13. Februar 2025 verhängte das US-Finanzministerium von Scott Bessent der Trump Regierung, während des Staatsbesuchs von Israels Ministerpräsident Netanyjahu im Weißen Haus, Sanktionen gegen Khan wegen seiner Entscheidung, gegen Netanjahu und Gallant zu ermitteln. Zu den Sanktionen gehörte die Sperrung des Microsoft-E-Mail-Konto von Khan.
Am 1. Mai 2025 warnte der britisch-israelische Anwalt Nicholas Kaufman bei einem privaten Treffen in einem Hotel in Den Haag Khan und seine Frau Shyamala Alagendra, dass Khan und der IStGH „zerstört“ würden, wenn die Haftbefehle gegen den israelischen Premierminister Netanyahu und den Verteidigungsminister Joaw Galant nicht zurückgezogen würden. Kaufman teilte Khan mit, er habe mit Netanyahus Berater Roy Schondorf gesprochen und sei „autorisiert“, einen Vorschlag zu unterbreiten, der es ihm ermöglichen würde, die Haftbefehle zurückzunehmen. Nicholas Kaufman warnte, wenn sich herausstellen sollte, dass Khan weitere Haftbefehle, etwa gegen die rechtsextremen Minister Itamar Ben-Gvir und Bezalel Smotrich wegen ihrer Unterstützung illegaler jüdischer Siedlungen im besetzten Westjordanland beantragen würde, dann seien „alle Optionen vom Tisch“.

#### Untersuchung wegen mutmaßlicher sexueller Übegriffe
Anfang November 2024 wurden Ermittlungen des Leitungsgremiums des IStGHs gegen Khan bekannt. Ihm wurde sexuelles Fehlverhalten gegenüber einer Mitarbeiterin seines Büros vorgeworfen. Khan wies die Vorwürfe zurück und erklärte seine Unterstützung bei der Klärung der Vorwürfe.
Khan trat am 16. Mai 2025 im Zusammenhang mit der Untersuchung zu sexuellen Übergriffen vorübergehend zurück. Bis zum Abschluss des Verfahrens lege er sein Amt nieder, er wies die Anschuldigungen als haltlos zurück und begrüßte die Untersuchung. Bis vor seinem Rücktritt plante Khan Haftbefehle gegen zwei rechtsextreme israelische Kabinettsmitglieder, gegen den Finanzminister Bezalel Smotrich und gegen den Nationalen Sicherheitsminister Itamar Ben-Gvir. Diese Verfahren konzentrierten sich auf ihre Rolle beim Ausbau illegaler jüdischer Siedlungen im Westjordanland, Palästina.

### Privatleben
Sein Vater Saeed Ahmad Khan war Arzt und stammte aus Britisch-Indien (heute Pakistan), seine Mutter Selma Mubaraka war eine im Vereinigten Königreich geborene Krankenschwester und konvertierte zum Islam. Karim Khans jüngerer Bruder Imran Ahmad Khan ist ehemaliger Politiker der Konservativen Partei. Khan hat noch einen weiteren Bruder und eine Schwester.
Geprägt wurde er vom pakistanischen Politiker und ersten Außenminister seines Landes, Al-Hajj Chaudri Sir Muhammad Zafrullah Khan, dem ehemaligen Präsidenten der UN-Vollversammlung. Er bezeichnete ihn später als seinen wichtigsten Mentor. Religiös ist Khan Mitglied der Ahmadiyya-Gemeinschaft.